# Peña Oroel
La Peña Oroel es un monte de 1769 m de altura situado en la provincia de Huesca (España), junto a la ciudad de Jaca. No es una cumbre muy elevada dentro de la sección de los Pirineos donde se encuentra, pero su perfil resulta muy familiar en Jaca por ser muy visible desde cualquier punto de la ciudad. Su cumbre dista, a vuelo de pájaro, solo 5,5 km del centro de Jaca. En su cara sur se encuentra la ermita de la Virgen de la Cueva.

## Geografía e Historia
La Peña Oroel forma parte del sistema de rocas de conglomerado situado entre el Prepirineo (cadena de Partacua) y las sierras exteriores (Guara), y separa la cuenca media del río Aragón (Norte) de la transversal del río Gállego (Sur). Sus accesos son muy fáciles porque se puede alcanzar en automóvil su base Norte (El Parador 1200 m, a solo 9 km de Jaca) y en vehículo 4x4 su base Sur. Su vertiente norte es un muro de piedra rojiza completado con una pendiente muy empinada cubierta de frondoso y bonito bosque de pinos en la parte inferior y de abetos en la superior.
Es montaña de leyendas y se dice que la Reconquista en Aragón se inició cuando unas hogueras en su cumbre indicaban que había de empezar la lucha. Se cree que su nombre proviene de Aureolo, primer conde franco de Aragón, según las crónicas, Íñigo Arista fue coronado en Oroel primer rey de Pamplona por trescientos caballeros. También se considera montaña mágica por estar en el vértice oriental de un triángulo cuyos otros dos vértices se sitúan en San Adrián de Sasabe y San Juan de la Peña. Otra leyenda explica que en sus entrañas hubo una mina o un tesoro, el cual, que se sepa, no ha sido hallado.

## La cruz
Fue construida por el herrero de Jaca Juan Compairé y sufragada por suscripción popular del vecindario con aportaciones máximas de cinco céntimos. Se inauguró el 2 de julio de 1902.
El papa León XIII con motivo del inicio del siglo XX instó a la Cristiandad a colocar cruces en los montes más elevados y, siguiendo esta instrucción, Jaca procedió a colocar una en la cima de la peña Oroel. 
Es de hierro y tiene 8,40 metros de altura. Anteriormente había una cruz de madera en el mismo lugar.

## Galería de imágenes

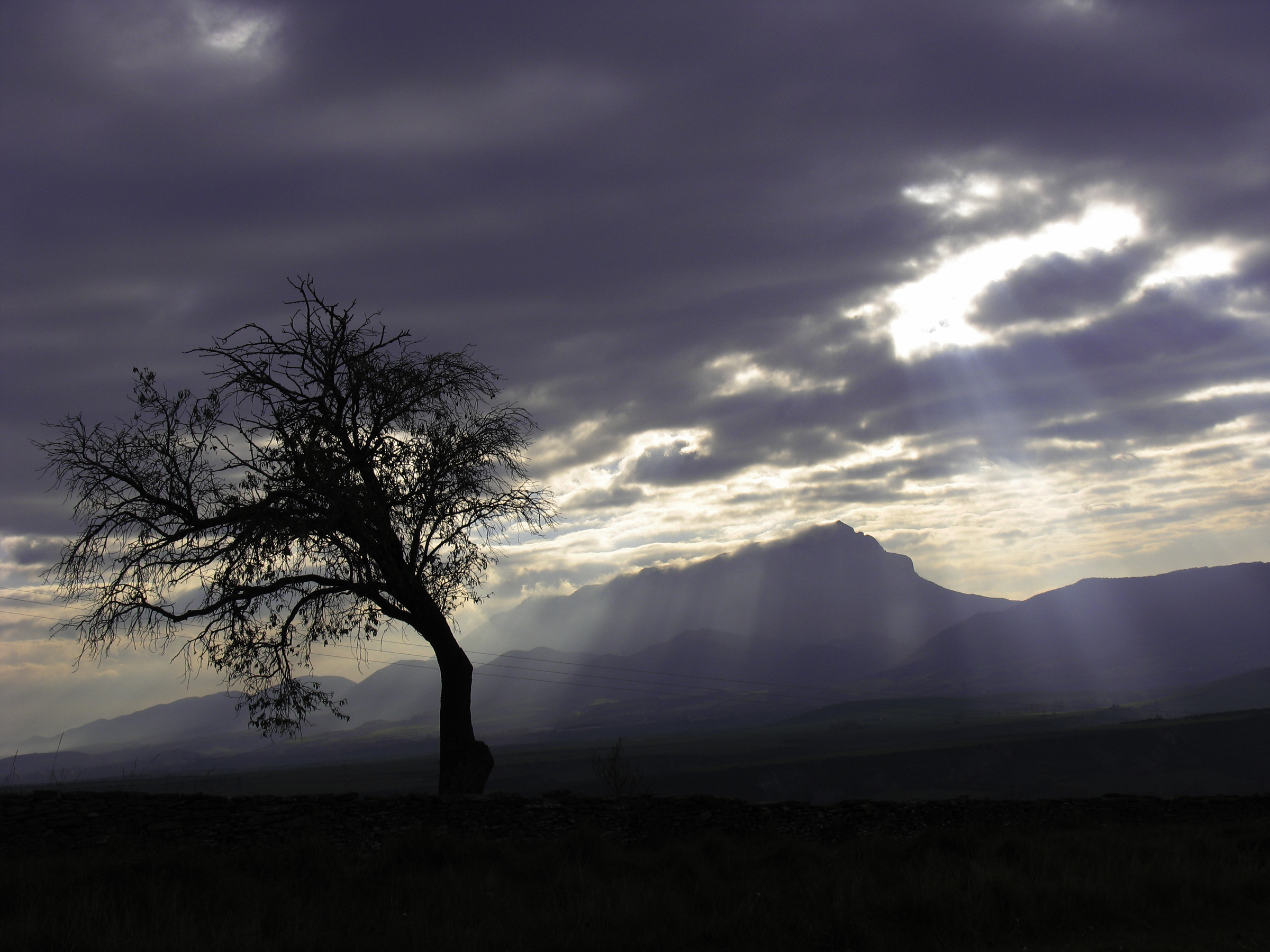
Vista desde Araguás del Solano
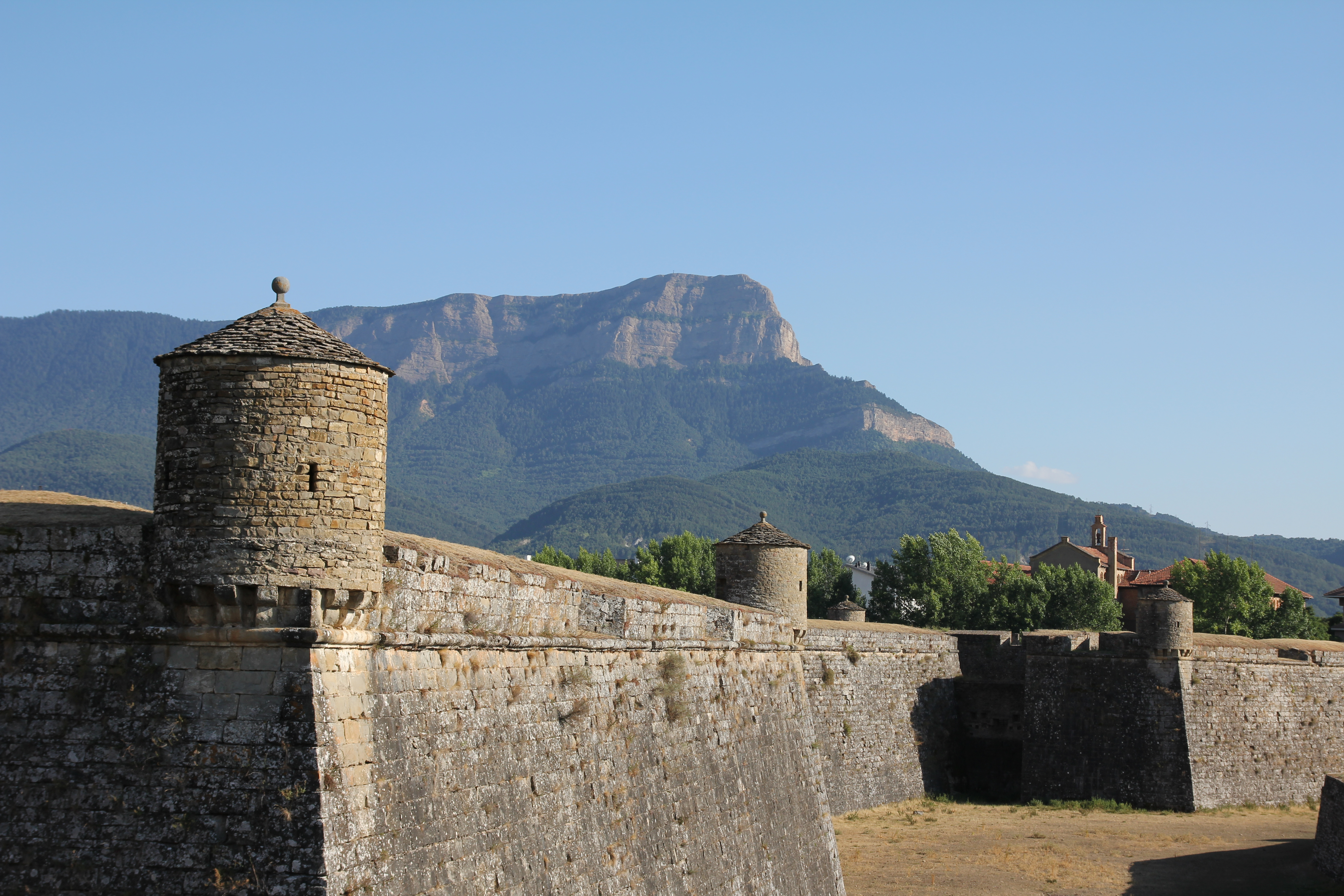
La ciudadela de Jaca y al fondo la Peña Oroel
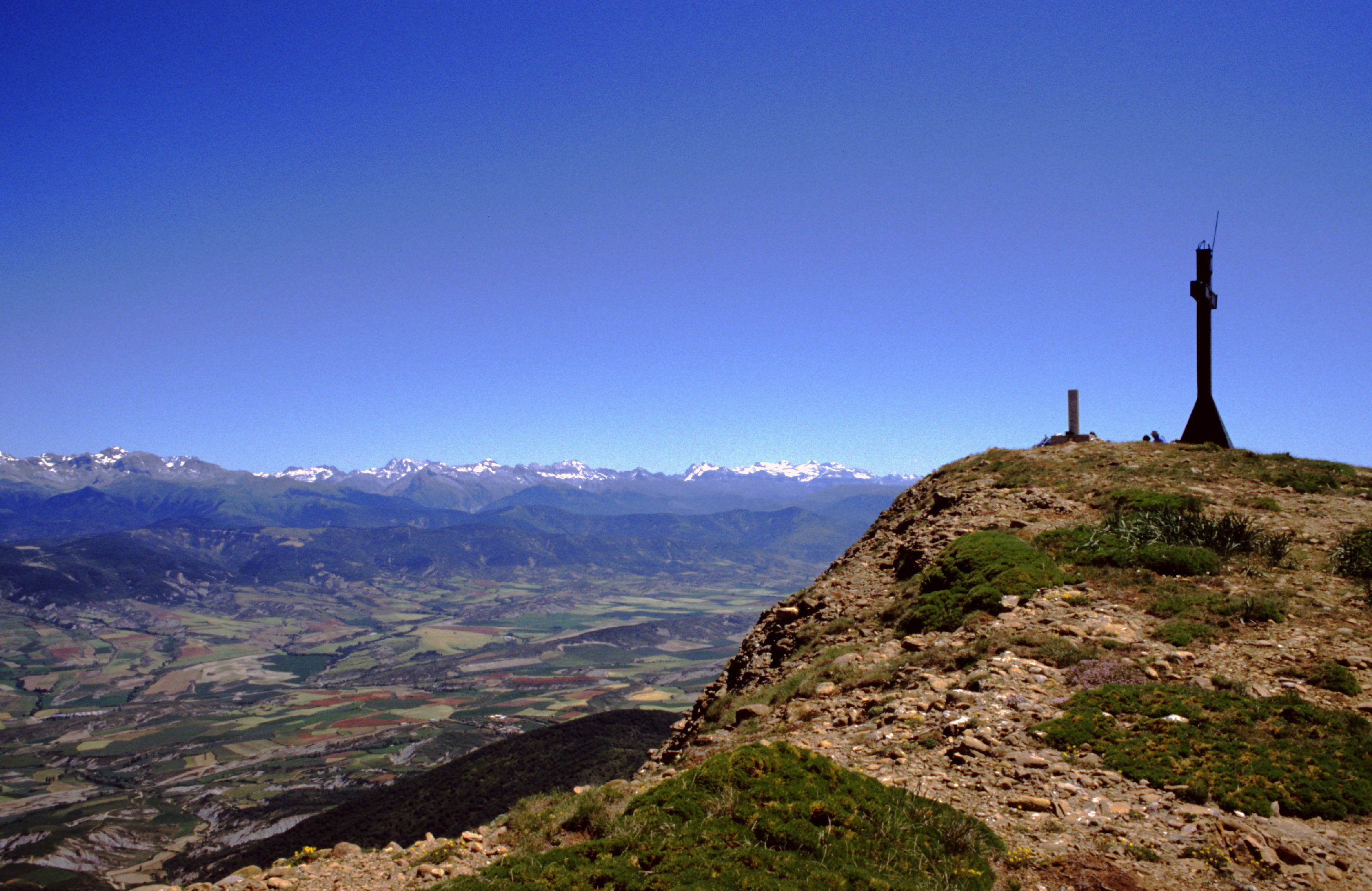
Cruz de Oroel con los Pirineos al fondo